# Manoir du Verger (Le Mesnil-Durand)
Le manoir du Verger est un édifice situé à Livarot-Pays-d'Auge, en France.

## Localisation
Le monument est situé dans le département français du Calvados, au Mesnil-Durand, dont la fusion avec d'autres communes a créé le 1er janvier 2016 la commune nouvelle de Livarot-Pays-d'Auge. 

## Historique
L'édifice est daté du XVe siècle. La terre est possédée par la famille Hesdiart au XVIe siècle puis passe dans la famille Jourdain sous Louis XV. 
Le colombier est daté du XVIIe siècle.
Le colombier et les façades et les toitures sont inscrites au titre des Monuments historiques depuis le 11 avril 1975.

## Architecture
Le colombier est construit en bois et torchis et est de forme hexagonale.